# Jakow Borissowitsch Knjaschnin

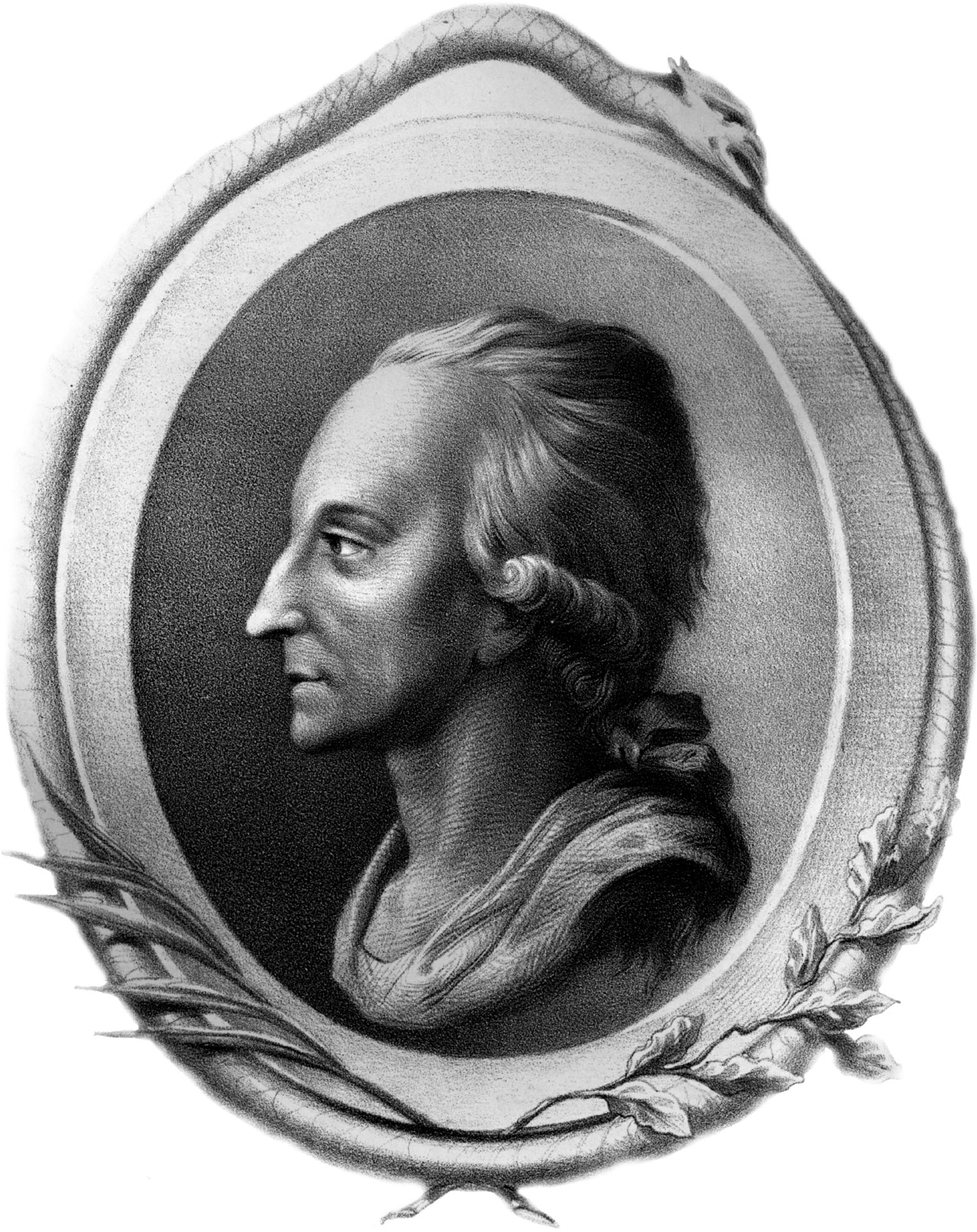
Jakow Borissowitsch Knjaschnin

 Jakow Borissowitsch Knjaschnin (russisch Яков Борисович Княжнин; * 3. Oktoberjul. / 14. Oktober 1742greg. in Pskow; † 14. Januarjul. / 25. Januar 1791greg. in Sankt Petersburg) war ein russischer Dichter, Dramaturg und Übersetzer.

## Leben
Jakow Knjaschnin wurde als Sohn des Pskower Vizegouverneurs geboren und erhielt seine Bildung am Gymnasium der Russischen Akademie der Wissenschaften in Sankt Petersburg. Schon dort machte er sich namentlich mit der französischen, deutschen und italienischen Literatur bekannt.
Danach arbeitete er zuerst ab 1757 im Kontor des Bauwesens als Übersetzer. 1762 trat er in den Militärdienst. 1773 für die Veruntreuung von Staatsgeldern zum Tode verurteilt, wurde das Urteil nach Einspruch einflussreicher Freunde zunächst in Verlust von militärischem Rang und Adelstitel umgewandelt. 1777 wurde Knjaschnin von Zarin Katharina der Großen vollends begnadigt und nahm bald darauf als Major seinen Abschied aus der Armee.
In Folge arbeitete er als Sekretär des bedeutenden Pädagogen und Bildungspolitikers dieser Epoche Iwan Bezki. 1783 wurde er von der Petersburger Akademie der Wissenschaften zum ordentlichen Mitglied gewählt und nahm an der Abfassung des von dieser herausgegebenen Wörterbuchs teil. Zugleich wurde er Lehrer für russischen Literatur in den oberen Klassen des Kadettenkorps.
Er starb 14. Januarjul. / 25. Januar 1791greg. als Hofrat in Sankt Petersburg.

## Werk
Nachdem Knjaschnin schon seit den 1760er-Jahren literarisch tätig war – so wurde seine Tragödie Didona 1769 mit riesigem Erfolg aufgeführt –, entwickelte er sich in den 1780er-Jahren zu einem der wichtigsten Vertreter des russischen Klassizismus. Seine Werke waren oft eng an westeuropäische Vorbilder angelehnt, beschäftigten sich aber auch mit slawischer Mythologie und russischem Patriotismus und trugen oft ausgeprägt aufklärerischen und didaktischen Charakter.
Knjaschnin schrieb unter anderem die Tragödien:
- Didona (Дидона, 1769)
- Rosslaw (Росслав, 1784)
- Sophonisbe (Софонизба, 1786)
- Wladissan (Владисан, 1786)

die Komödien:
- Der Prahlhans (Хвастун/ Chwastun, 1784–85)
- Die Sonderlinge (Чудаки/ Tschudaki, 1790)

Libretti für mehrere Komische Opern, ein Melodram. Daneben dichtete er Oden, Fabeln, Lieder und andere kleine Gedichte, übersetzte Werke von Voltaire, Giambattista Marino, Carlo Goldoni u. a., wobei er erstmals in der russischen Dichtung den Blankvers einsetzte.
Eines sein letztes Werke war die Tragödie Wadim von Nowgorod (Вадим Новгородский/ Wadim Nowgorodski), 1789 geschrieben und von den Ideen der Französischen Revolution beeinflusst. Obwohl das Werk in der Frühzeit der russischen Geschichte spielt, wurden viele Formulierungen als Kritik an der Selbstherrschaft und damit Aufruf zur Revolution verstanden. Es konnte erst nach Knjaschnin Tod 1793 veröffentlicht werden und beeinflusste später verschiedene Werke der dekabristischen Literatur. Dieses Werk gab Anlass zu Spekulationen, dass Knjaschnin nicht an Fieber, so die offizielle Version, sondern an den Folgen von Folter durch die zaristische Geheimpolizei gestorben sei.
1792 wurde Jewstignei Fomins Melodram Orpheus und Eurydike (Орфей и Евридика/ Orfei i Jewridika) nach einem Text von Knjaschnin uraufgeführt und wurde, bis 1811 gespielt, sein wohl größter Erfolg.
| Personendaten    | Personendaten                             |
| ---------------- | ----------------------------------------- |
| NAME             | Knjaschnin, Jakow Borissowitsch           |
| ALTERNATIVNAMEN  | Княжнин, Яков Борисович (russisch)        |
| KURZBESCHREIBUNG | russischer Dichter, Dramaturg, Übersetzer |
| GEBURTSDATUM     | 14. Oktober 1742                          |
| GEBURTSORT       | Pskow                                     |
| STERBEDATUM      | 25. Januar 1791                           |
| STERBEORT        | Sankt Petersburg                          |